# 姜勝淏
姜勝淏（カン・スンホ、韓国語：강승호、1994年2月9日 - ）は、大韓民国の全羅南道 順天市出身のプロ野球選手（内野手）。

## 経歴

### LG時代
北一高等学校を卒業後、2013年にLGツインズから1ラウンド（全体3番目）の指名を受けて契約した。
同年は一軍出場がなく、シーズン終了後に兵役遂行のため警察野球団に入団。2015年9月に除隊された。
2016年は開幕エントリーに入り、4月1日のハンファ・イーグルス戦で初出場。シーズン序盤に呉智煥の怪我により出場機会を掴むが、打率1割台と結果を残せず18試合の出場に終わった。
2017年は5月6日にシーズン初昇格。シーズンを通して呉智煥、鄭周賢、梁碩桓のバックアップとして活躍し85試合に出場した。
8月26日の斗山ベアーズ戦ではベースコーチの全炯道を三塁手と間違えたのか、三塁手がいないサードベースへ送球をした。このミスで生還した走者の得点が決勝点になり試合はLGが敗れた。
2018年も開幕から一軍にいたが32試合で打率1割9分1厘（94打数18安打）1本塁打10打点と活躍できず、5月に二軍降格となった。

### SK時代
同年7月31日、当時SKワイバーンズ所属だった文光垠と1対1トレードで移籍した。 
移籍後のSKでは主に二遊間のバックアップとして活躍。韓国シリーズ6回戦では李映河から2ラン本塁打を打ち、さらには13回裏に斗山ベアーズのラストバッターである白同訓の直線打をとらえ優勝を決定付ける活躍を見せた。 最終的なSKでの同年の記録は37試合に出場して打率3割2分2厘（90打数29安打）2本塁打、21打点。 
2019年は開幕前から内野のレギュラーとして期待されたが、4月22日午前2時30分頃に自身の運転する車がガードレールを破壊する事故を起こした。さらに飲酒運転をしていた事実が判明し、事態を重く見たSK球団は彼を任意脱退処分とし退団させた。さらにKBOからも復帰後90試合の出場停止処分および罰金1000万ウォンが科された。
2020年8月14日に任意脱退処分の解除が球団から発表された。しかし同年は出場停止処分のため試合に出場することはできなかった。

### 斗山時代
シーズン終了後の12月18日、まだ27試合の出場停止期間が残っていたものの、FA移籍した崔周煥の補償選手として斗山への移籍が決まった。
処分が解除された後の2021年5月6日、753日ぶりに一軍エントリーに登録された。するとその日の古巣LG戦ですぐに「8番・二塁手」で先発出場し、3回裏に迎えた斗山入団後初打席でアンドリュー・スアレスの初球を左中間へのソロ本塁打とした。
2022年は初めて規定打席に達した。
2023年9月15日、起亜タイガース戦で韓国プロ野球史上30回目（28人目）のサイクルヒットを達成。

## 詳細情報

### 年度別打撃成績
| 年 度    | 球 団    | 試 合 | 打 席 | 打 数 | 得 点 | 安 打 | 二 塁 打 | 三 塁 打 | 本 塁 打 | 塁 打 | 打 点 | 盗 塁 | 盗 塁 死 | 犠 打 | 犠 飛 | 四 球 | 敬 遠 | 死 球 | 三 振 | 併 殺 打 | 打 率 | 出 塁 率 | 長 打 率 | O P S |
| -------- | -------- | ----- | ----- | ----- | ----- | ----- | -------- | -------- | -------- | ----- | ----- | ----- | -------- | ----- | ----- | ----- | ----- | ----- | ----- | -------- | ----- | -------- | -------- | ----- |
| 2016     | LG       | 18    | 41    | 38    | 4     | 7     | 3        | 0        | 0        | 10    | 3     | 0     | 0        | 0     | 1     | 2     | 0     | 0     | 12    | 0        | .184  | .220     | .263     | .483  |
| 2017     | LG       | 85    | 268   | 248   | 42    | 62    | 14       | 2        | 5        | 95    | 31    | 2     | 2        | 3     | 7     | 7     | 0     | 3     | 67    | 5        | .250  | .272     | .383     | .655  |
| 2018     | LG       | 32    | 109   | 94    | 4     | 18    | 4        | 0        | 1        | 25    | 10    | 1     | 1        | 3     | 1     | 9     | 0     | 2     | 30    | 1        | .191  | .274     | .266     | .540  |
| 2018     | SK       | 37    | 103   | 90    | 10    | 29    | 6        | 0        | 2        | 41    | 21    | 0     | 0        | 3     | 0     | 9     | 0     | 1     | 27    | 1        | .322  | .390     | .456     | .846  |
| '18計    | SK       | 69    | 212   | 184   | 14    | 47    | 10       | 0        | 3        | 66    | 31    | 1     | 1        | 6     | 1     | 18    | 0     | 3     | 57    | 2        | .255  | .330     | .359     | .689  |
| 2019     | SK       | 15    | 42    | 39    | 5     | 6     | 0        | 0        | 2        | 12    | 5     | 0     | 0        | 1     | 0     | 2     | 0     | 0     | 18    | 1        | .154  | .195     | .308     | .503  |
| 2021     | 斗山     | 113   | 340   | 301   | 47    | 72    | 16       | 2        | 7        | 113   | 37    | 8     | 2        | 8     | 3     | 22    | 1     | 6     | 78    | 8        | .239  | .301     | .375     | .676  |
| 2022     | 斗山     | 134   | 487   | 444   | 54    | 117   | 28       | 1        | 10       | 177   | 62    | 13    | 5        | 6     | 5     | 29    | 0     | 3     | 100   | 8        | .264  | .310     | .399     | .709  |
| 2023     | 斗山     | 127   | 459   | 419   | 51    | 111   | 18       | 6        | 7        | 162   | 59    | 13    | 6        | 4     | 3     | 27    | 0     | 6     | 110   | 12       | .265  | .316     | .387     | .703  |
| 2024     | 斗山     | 140   | 566   | 521   | 81    | 146   | 34       | 7        | 18       | 248   | 81    | 16    | 5        | 2     | 4     | 32    | 4     | 7     | 158   | 8        | .280  | .328     | .476     | .804  |
| KBO：8年 | KBO：8年 | 701   | 2415  | 2194  | 298   | 568   | 123      | 18       | 52       | 883   | 309   | 53    | 21       | 30    | 24    | 139   | 5     | 28    | 600   | 44       | .259  | .308     | .402     | .710  |

- 2024年度シーズン終了時

### 背番号
- 23 （2013年、2022年 - ）
- 30 （2016年）
- 66 （2017年）
- 5 （2018年 - 同年途中）
- 28 （2018年途中 - 2019年途中）
- 07 （2020年）
- 25 （2021年）